# Landenbuurt (Haarlem)
De Landenbuurt is een buurt in de Haarlemse wijk Europawijk in stadsdeel Schalkwijk. In deze buurt zijn de namen van de straten en lanen vernoemd naar landen in Europa, zoals; Belgiëlaan, Italiëlaan, Luxemburgstraat, Engelandlaan, Frankrijklaan, Oostenrijklaan, Beneluxplein en Duitslandlaan.
De noordelijke grens van de buurt wordt bepaald door de Belgiëlaan, de oostelijke door de Europaweg, de zuidelijke door de Italiëlaan en de westelijke door het Engelandpark.